# Шё
Шё (фр. Cheux) — коммуна во Франции, находится в регионе Нижняя Нормандия. Департамент коммуны — Кальвадос. Входит в состав кантона Тийи-сюр-Сёль. Округ коммуны — Кан.
Код INSEE коммуны — 14157.

## Население
Население коммуны на 2010 год составляло 1267 человек.
| 1962 | 1968 | 1975 | 1982 | 1990 | 1999 | 2010 |
| ---- | ---- | ---- | ---- | ---- | ---- | ---- |
| 502  | 523  | 644  | 817  | 865  | 1102 | 1267 |

## Экономика
В 2010 году среди 808 человек трудоспособного возраста (15—64 лет) 645 были экономически активными, 163 — неактивными (показатель активности — 79,8 %, в 1999 году было 73,8 %). Из 645 активных жителей работали 601 человек (295 мужчин и 306 женщин), безработных были 44 (21 мужчина и 23 женщины). Среди 163 неактивных 76 человек были учениками или студентами, 63 — пенсионерами, 24 были неактивными по другим причинам.